# Château de Rimaison
Le château de Rimaison est un château en ruine de Bieuzy, dans le Morbihan.

## Localisation
Le château est situé sur une hauteur dominant le Blavet, à environ 3,8 km à vol d'oiseau au sud du centre-bourg du Sourn, 4 km à l'ouest de celui de Saint-Thuriau et 5,5 km au nord-est de celui de Bieuzy.

## Histoire
Le château est construit durant le XVIe siècle,, peut-être en 1579, en lieu et place d'un premier manoir du siècle précédent.
Les terres de Rimaison appartiennent à la famille de Rimaison du XVe au XVIIIe siècle. Elles passent en 1749 à la famille Guergolay. Il est en ruine en 1794,lorsqu'il est vendu comme bien national. Il sert alors de carrière de pierres aux riverains ; racheté notamment par Patern Le Mouel en 1817, ces pierres servent à la construction de la ferme de Kerdanet (Le Sourn).
Les ruines sont inscrites au titre des monuments historiques par arrêté du 14 mai 1925. Celles de la façade du vestibule sont ensuite classées par arrêté du 29 mars 1958.
Une cheminée ( Classé MH (1953)) est vendue et déplacée, au début des années 1950, au fortin de Port Maria (Locmaria, Belle-Île-en-Mer).
Le château est vendu en 1957 à Xavier Ollivier, qui en transporte les pierres pour reconstruire le château de Kergluyar (47° 46′ 15″ N, 3° 01′ 02″ O) à Pluvigner. Sur le site, sont reconstitués trois corps de bâtiment, un corps de logis flanqué de deux tours et deux ailes.
Un terrain de golf est aménagé dans le parc du château de Bieuzy dans les années 1990.

## Architecture
Les vestiges comprenaient notamment les ruines d'un corps de logis de deux niveaux en schiste et granite, où reste visible une tourelle de style Renaissance. L'entrée s'effectuait par un vaste vestibule accessible par deux arcades, d'où rayonnait un grand escalier et par où se faisait l'accès aux souterrains.
Les vestiges de divers autres corps de bâtiments, dont une chapelle dédiée à saint Rémy, ont également été retrouvés.
Seuls les vestiges du vestibule demeurent en place, après la vente et le déplacement des pierres vers Pluvigner.

## Terrain de golf
Le terrain de golf est aménagé dans les années 1990 par Paul Corfield et Steve Gallier. Il comporte 9 trous.